# Zolocsivi járás
A Zolocsivi járás (ukránul: Золочівський район, magyar átírásban: Zolocsivszkij rajon) közigazgatási egység Ukrajna Lvivi területén. 1940. január 17-én hozták létre. Lakossága 2016-os becslés szerint 69 358 fő, 2018. januári becslés szerint 69 136 fő volt volt. Székhelye Zolocsiv, amely azonban területi járási jogú város, közigazgatásilag nem tartozik a járáshoz.
A Lviv terület keleti részén helyezkedik el. Északról a Buszki járással, a Brodi járással, délről a Peremisljani járással, nyugatról a Pusztomiti járással, keletről a Ternopili terület Zbori és Berezsani járásával határos. Területe 1097 km².
1940. január 17-én hozták létre, miután a Szovjetunió a Molotov–Ribbentrop-paktum alapján megszállta Kelet-Galíciát. Területe a szovjet időszakban kétszer módosult. 1959-ben hozzácsatolták a megszüntetett Pomorjani járást, majd 1962-ben az Oleszkói járást.
A járáshoz összesen 110 település tartozik. Közülük két város (Zolocsiv és Hlinyani), egy városi típusú település (Pomorjani), valamint 107 falu, amelyek 32 községi tanácsba szerveződnek. A járás önkormányzati szerve a Zolocsivi Járási Tanács. Az állami közigazgatást a Zolocsivi Járási Állami Közigazgatási Hivatal látja el.
Lakossága a 2001-es népszámlálás idején 74 686 fő volt. Ennek 98,28%-a (73 401 fő) ukrán nemzetiségű. Mellette 86%-knyi orosz, 0,65%-nyi lengyel nemzetiségű élt a járásban. A lakosság 2018. januári becslés szerint 69 136 fő, 2019. szeptemberi becslés alapján 68 651 fő volt.
A járás egyik jellegzetessége a fazekasság. A havareccsinai fekete kerámia a járásban található Havareccsina faluban készül.
A járás egyik legismertebb szülötte a Pidlisszja faluban született Markijan Saskevics ukrán író és költő.